# 岩稲累層
岩稲累層（いわいねるいそう）は福井県坂井市から富山県魚津市にかけて分布する新第三紀八尾層群の地層。グリーンタフを含む。分布は富山県大沢野・細入・八尾など神通川流域が中心で、石川県・福井県にはごく一部に分布する。

## 概要
2000万年から1700万年に火山から噴出した溶岩などが海底に堆積して出来たグリーンタフを含む地層である。近場でほぼ同年代に形成されたグリーンタフの地層として医王山累層が挙げられる。

## 地形
頑丈で侵食に強い地層である為、神通峡などの峡谷地形や、岩室の滝などの滝地形を形成している。小佐波御前山は岩稲累層の海底火山の溶岩からできた山で奇岩が多い。

## 温泉
岩稲累層及びその下部岩体には熱源を持ち、数100mの深度で25度以上の温泉をよく噴出する。1992年の調査では富山県の全源泉のうち68.1%が岩稲累層とその上部堆積岩から噴出しているとされた。最も泉温の高いものは金太郎温泉2号井の74度。